# Московська духовна академія
Московська православна духовна академія і семінарія (МПДАіС), скорочено — Московська духовна академія (рос. Московская духовная академия, МДА; Московская духовная семинария, МДС) — це вищий навчальний заклад Російської православної церкви Московської Патріархії, який займається підготовкою священнослужителів, викладачів, богословів і службовців для Православної церкви. Стара назва — Троїцька лаврська семінарія, Слов'яно-греко-латинська академія (рос. Троицкая лаврская семинария, Славяно-греко-латинская академия).

## Історія
Веде свою історію від Троїцької лаврської семінарії (1727 р.) та Слов'яно-греко-латинської академії, заснованої в 1687 р..
В 1685 брати-монахи греки Іоанникій і Софроній Ліхуди, прибувши до Москви, відкрили спершу в Богоявленському монастирі, потім в Заіконоспаському монастирі — Спаські школи, в яких викладались граматика, піїтика, риторика, логіка і фізика латинською та грецькою мовами. Згодом на базі шкіл була створена Слов'яно-греко-латинська академія із схоластичним напрямком викладання. Місце Ліхудів в школі заступили їхні учні — Микола Семенов і Федір Полікарпов; латинську мову усунуто з програми викладання школи. Але з переходом школи у відання Паладія Роговського (*1655-†1703) академія схилялася до західного Просвітництва і залишається такою в період 1700—1775 років. Керівник школи закінчив освіту на Західній Європі і був деякий час уніатом; цьому напрямку сприяла і воля Петра I, і співчуття освічених людей того часу до західного утворення (напр. Стефана Яворського). Наставники, а нерідко і учні, викликалися з Києва. На чолі академії стояли ректор і префект, перший спостерігав головним чином за наставниками і викладанням, другий — за учнями.
Предмети викладання: богослов'я, філософія за Аристотелем, фізика, метафізика, психологія, метеорологія, риторика. Наставники академії, крім викладання, здійснювали випробування осіб, що визначаються на місця церковнослужителів, а також, як і учні богослов'я проповідували в церквах; проповіді ці були не вільні від схоластичних прийомів, але підо впливом Феофана Прокоповича та Стефана Яворського. В деяких з них помітна жвавість викладу і свобода думки; брали участь у виправленні слов'янського перекладу Біблії (1712—1747 р.); ректори і префекти рецензували духовні твори та переклади, перестерігали іновірців, розкольників і відступників від віросповідання.
В учні набиралися з духовного стану, з дворян і різночинців, іноді за допомогою примусових заходів; в числі учнів бували священики, диякони, церковнослужителі та ченці. Найобдарованіші проходили академічний курс в 12-13 років; інші ж протягом 15-ти років ледь досягали філософського класу; бували випадки, коли учні навчалися за 20 років і в одному класі залишалися по 10 років.
У цій академії здобули освіту багато з найвідоміших діячів XVIII в.: митрополит Гавриїл, Феофілакт Горський (†1788), Бантиш-Каменський М. М., князь Кантемир А. Д., Костров, Ломоносов М. В..
Розквіт академії припадає на 1775—1814 роки. Під протекторатом митрополита Платона Левшина (*1737-†1812). Історик академії характеризував цей час: "Коло наук при митрополиті Платоні значно поширилося, введено нові предмети вчення (церковна і громадянська історія, російська церковна історія, церковне право, пасхалія, фізика, історія філософії, медицина, церковний статут і спів, нові мови), з'явилося нове керівництво, вплив схоластики втратив силу. Знаючи з власного досвіду тяжкість системи, Платона Левшина визнав потребу впровадити російський елемент в науку і залишити запозичене вчення. Маючи багато вчених людей навколо себе, він усунув вплив інтелектуалів з Києва, що до того моменту було зразком для московських богословів і філософів. Матеріальне забезпечення академії було посилене, склад наставників покращений, для учнів влаштована бурса, збільшена бібліотека.

### Московська Духовна академія (синодальний період)
У 1814 р. у виправлених і пристосованих будівлях Троїцької лаврської семінарії розпочала свою діяльність саме як «Московська духовна академія»; в 1913 р. серед трьох інших, з нагоди святкування 300-річчя царського дому Романових, отримала звання «Імператорської». Після Жовтневого перевороту 1917 р. у 1919 р., була закрита. Відтворена в 1946 році.

### Московська Духовна академія (радянський період)
У 1944 р. відкрився Православний богословський інститут і Богословсько-пастирські курси в Москві. У 1946 р. Московський православний богословський інститут був перетворений на Московську духовну академію з чотирирічним курсом навчання, яка розміщувалася спочатку в приміщеннях Новодівичого монастиря. У 1947 р. Московської патріархії була передана частина будівель Троїце-Сергієвої Лаври, а в 1949 р. туди були повернуті духовна академія і семінарія. 21 травня 1955 р. патріарх Алексій I освятив відновлений Покровський академічний храм, і з 1955—1956 навчального року відновилася щорічна традиційна акція академії відзначати день престольного свята в храмі 14 (1) жовтня.
Набув значення Заочний сектор при МДА, відкритий в 1964 р. (замість ліквідованого декількома роками раніше подібного сектора при Ленінградській духовній академії і семінарії).

### Сучасний стан
У структурі Академії також знаходяться регентська (співоча) та іконописна школи.
В академічній бібліотеці зберігається значна кількість старовинних рукописів, переважно слов'янських.
При академії існує Церковно-археологічний кабінет, Греко-латинський кабінет, діє Місіонерський відділ.
Видається академічний науковий журнал «Богословський вісник» (рос. Богословский вестник), а також студентський журнал «Зустріч» (рос. Встреча).

## Структура

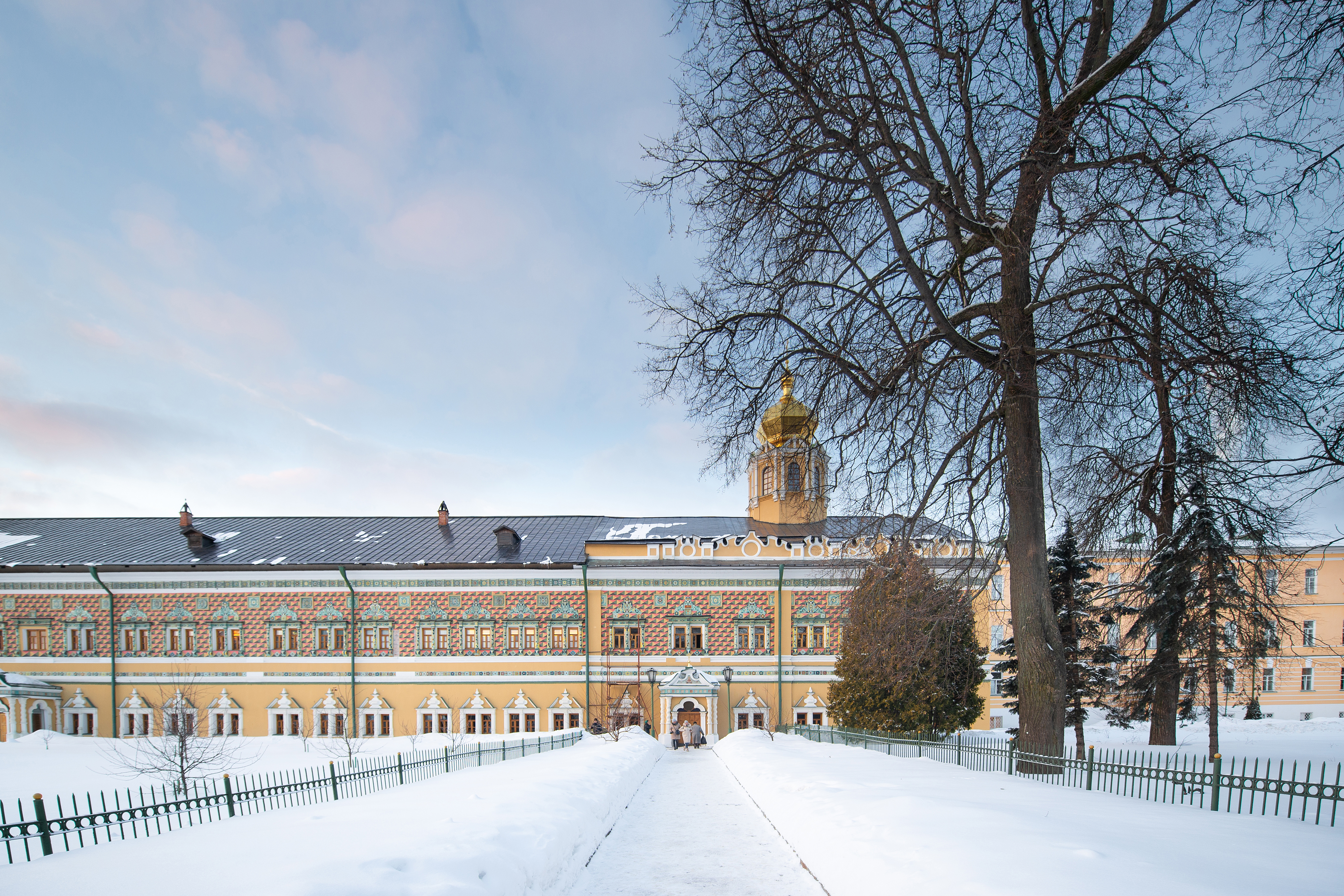
Будівля Московської духовної академії («царські чертоги»)

Відділення:
- церковно-історичне,
- церковно-практичне,
- богословське,
- біблійне.